# Celle Challenger
Il Celle Challenger è stato un torneo professionistico di tennis giocato su campi in sintetico indoor. Faceva parte dell'ATP Challenger Series. Si è giocata una sola edizione, a Celle in Germania.

## Albo d'oro

### Singolare
| Anno | Campione     | Finalista       | Punteggio |
| ---- | ------------ | --------------- | --------- |
| 1994 | Albert Chang | Alexander Mronz | 7–6, 6–1  |

### Doppio
| Anno | Campioni                   | Finalisti                  | Punteggio     |
| ---- | -------------------------- | -------------------------- | ------------- |
| 1994 | Bill Behrens Kirk Haygarth | Alexander Mronz Arne Thoms | 6–4, 4–6, 6–3 |